# نیروهای مسلح جمهوری کرواسی
نیروهای مسلح جمهوری کرواسی (کرواتی: Oružane snage Republike Hrvatske) قوای نظامی کنونی کرواسی است.

## نگارخانه

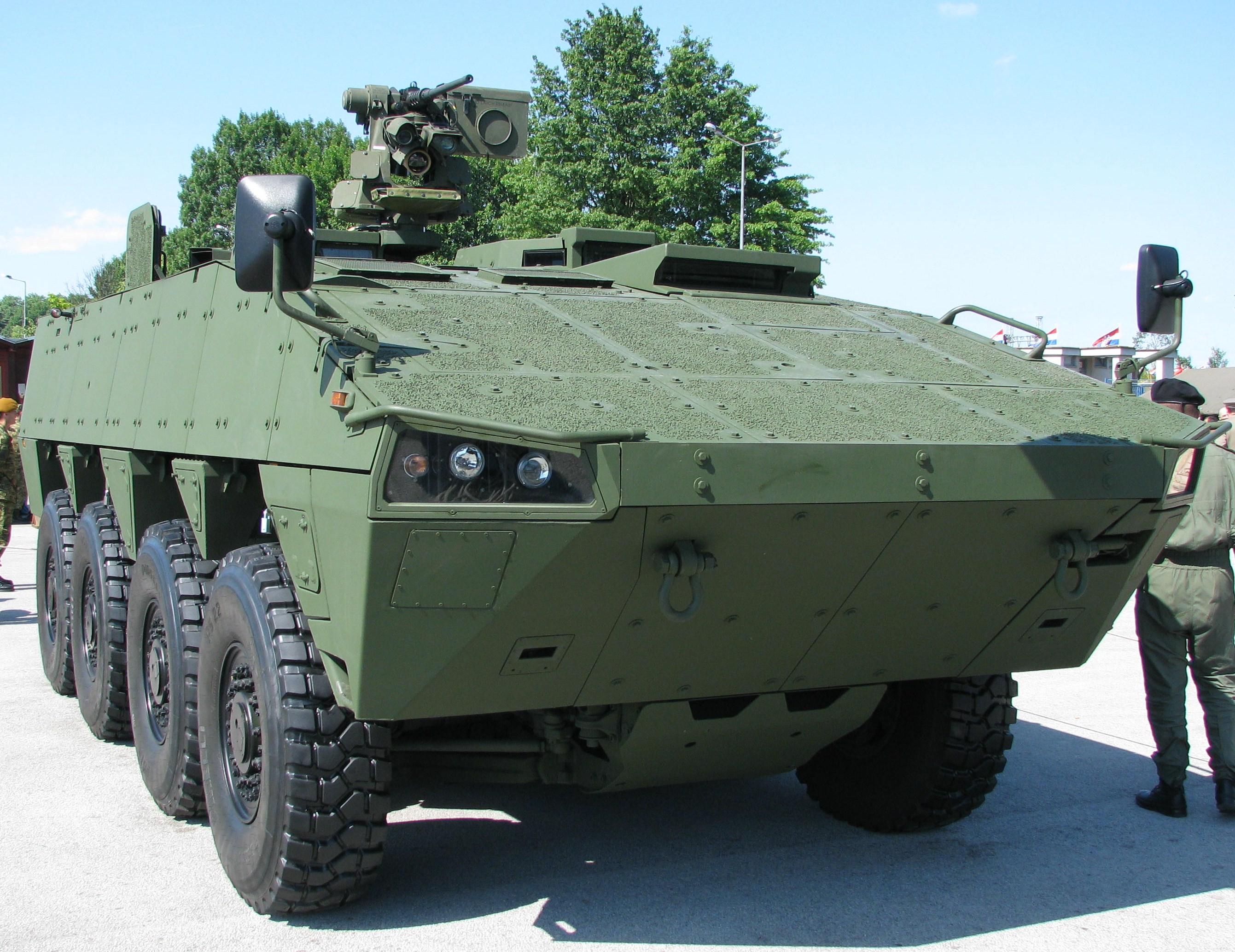
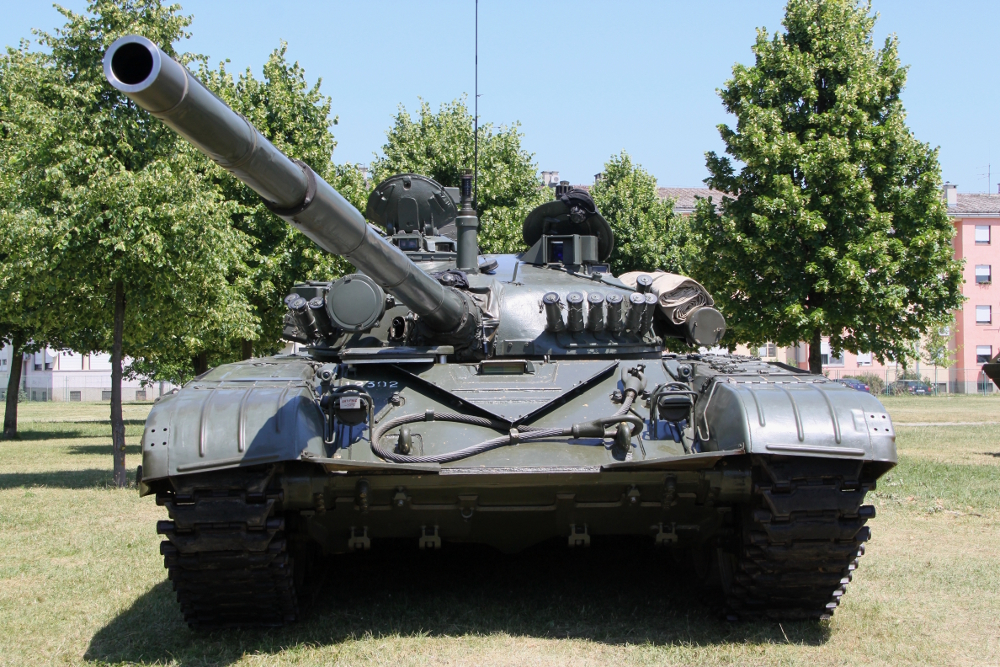
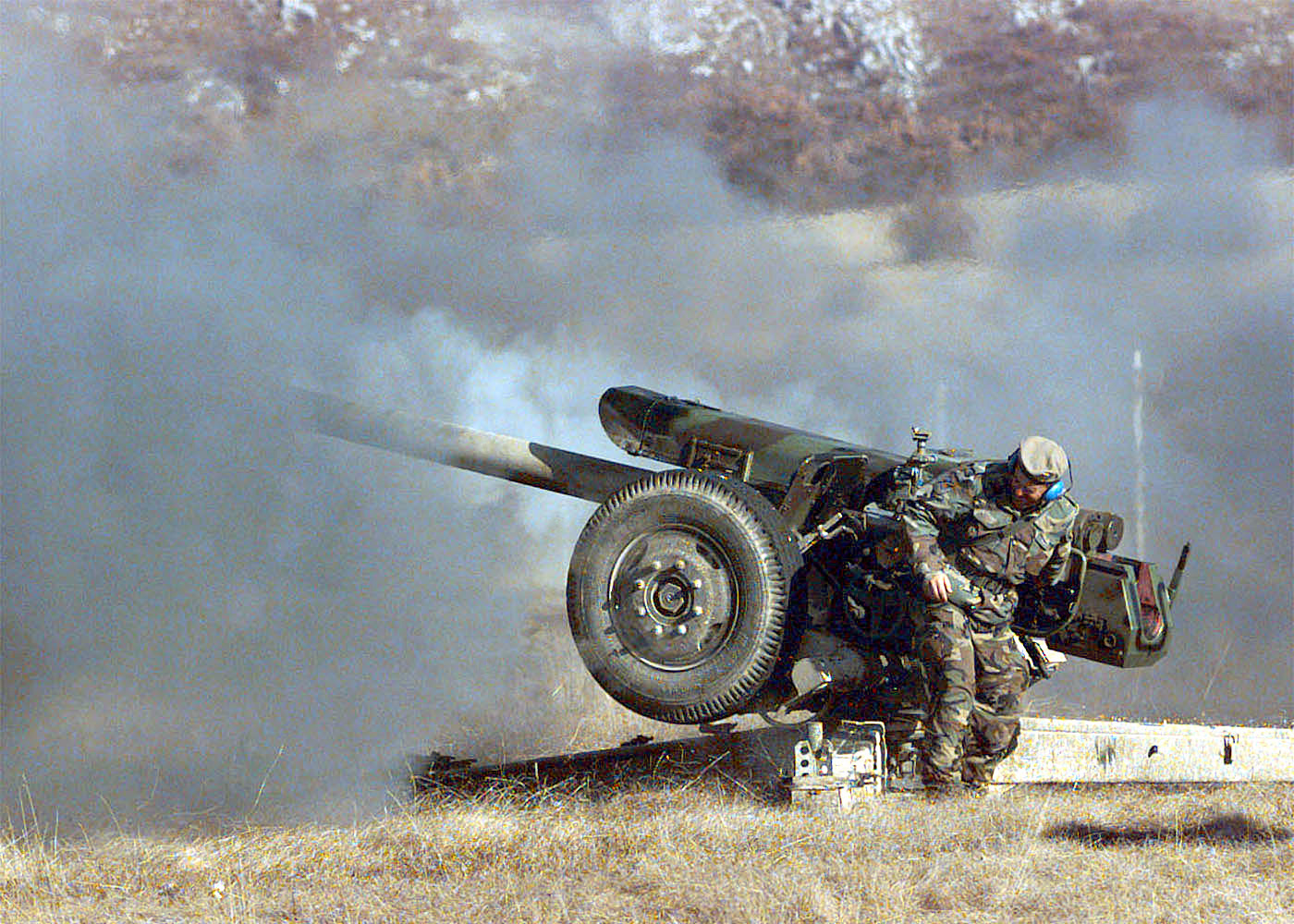
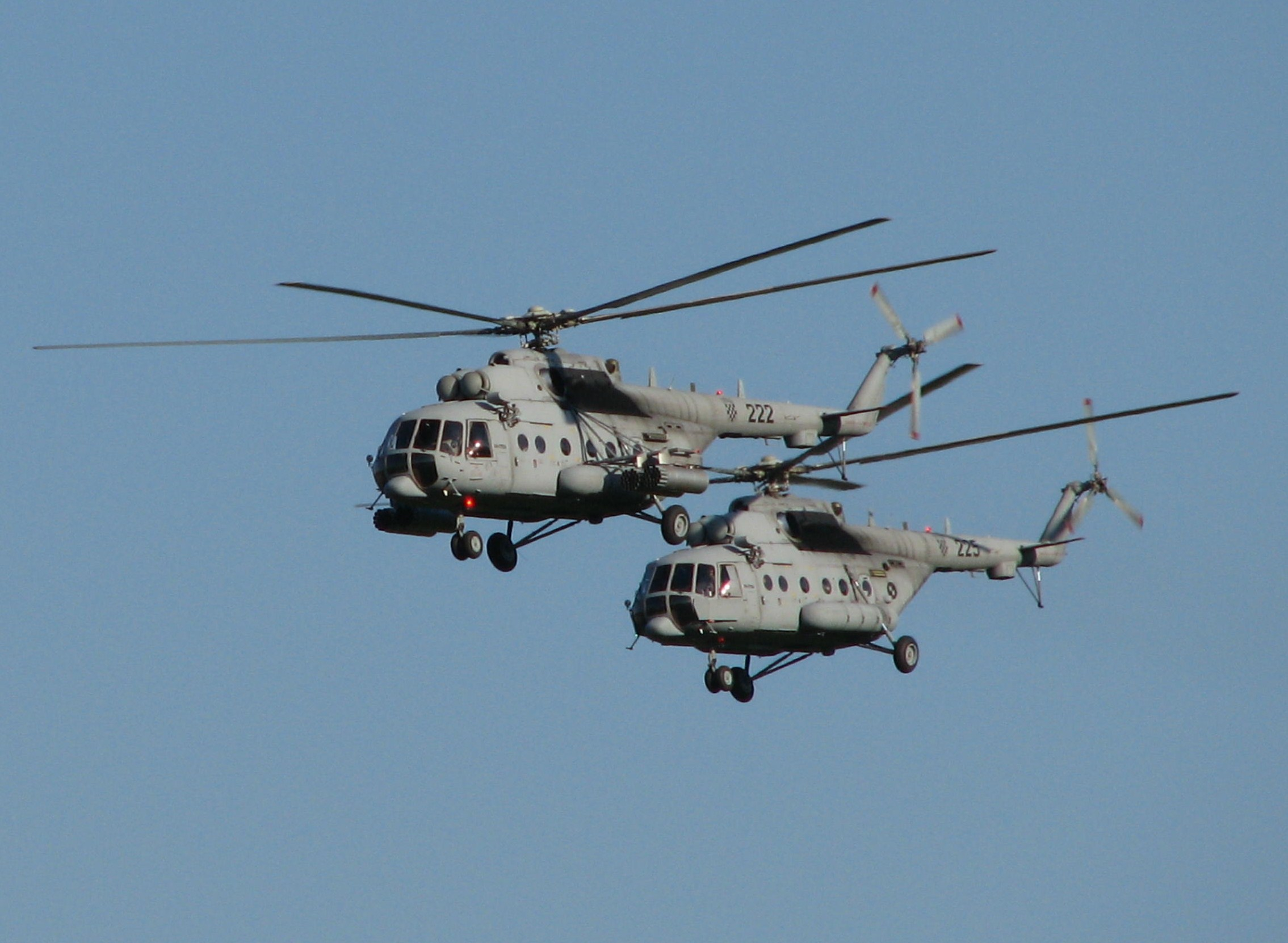
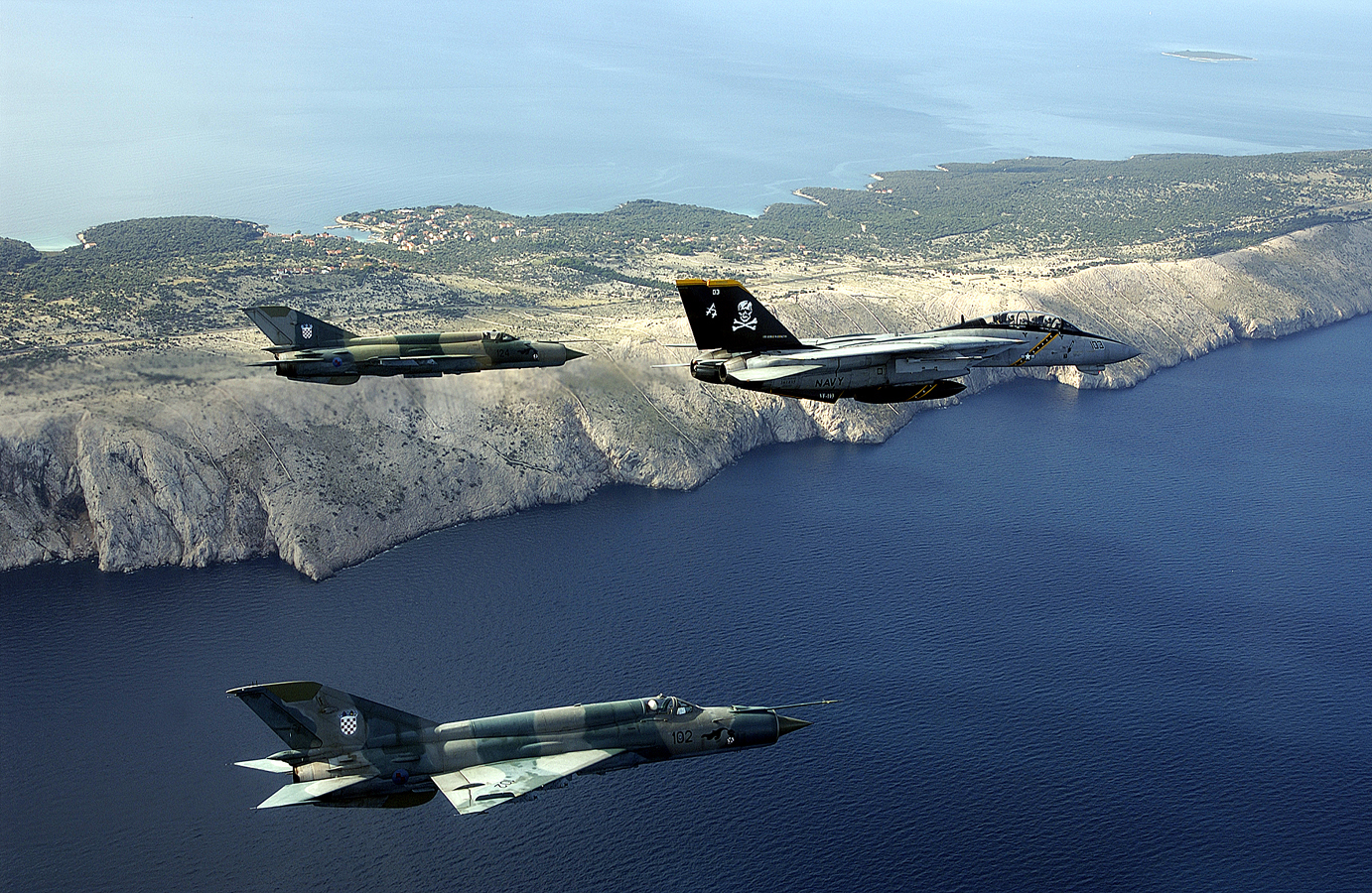
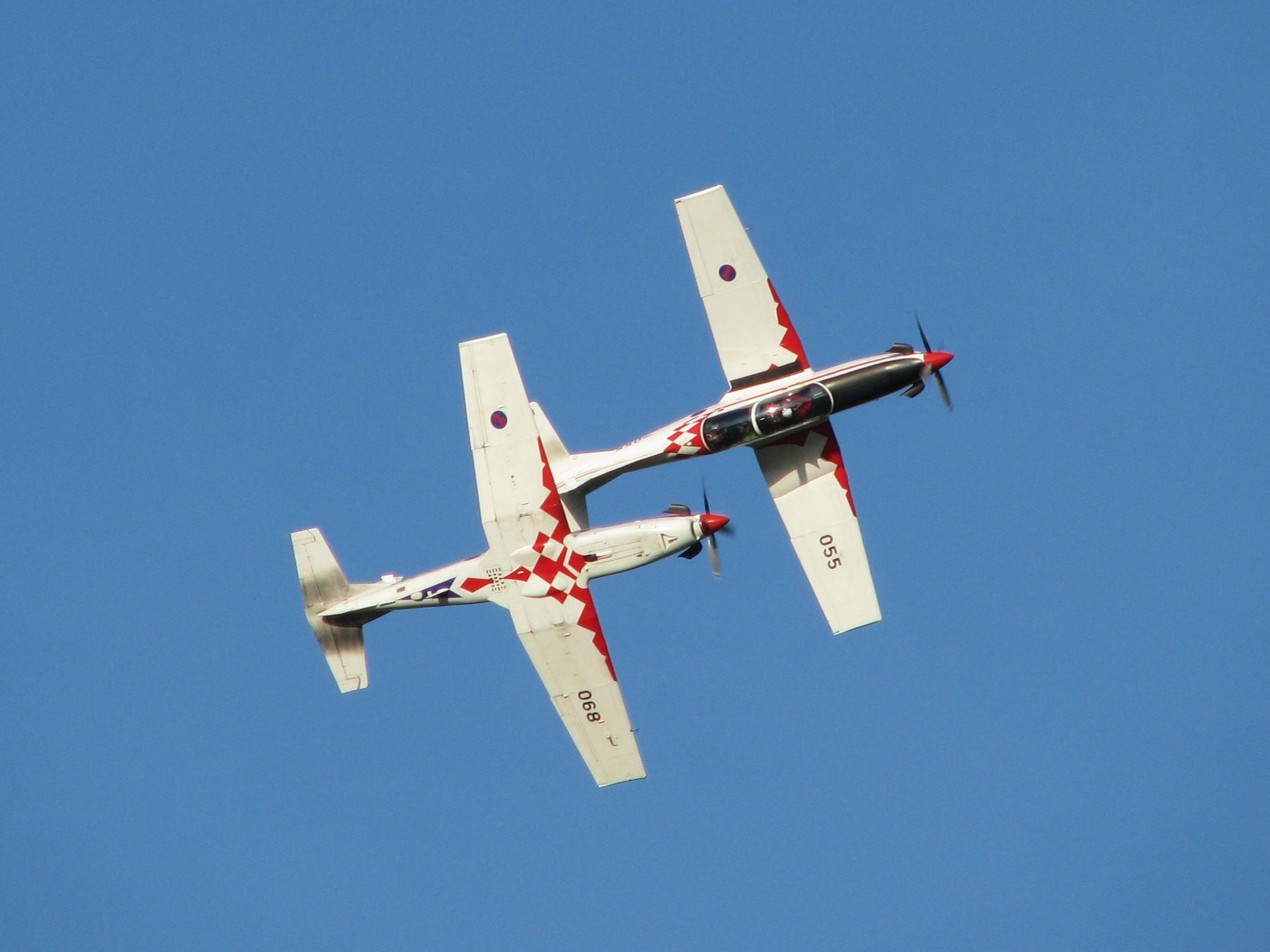
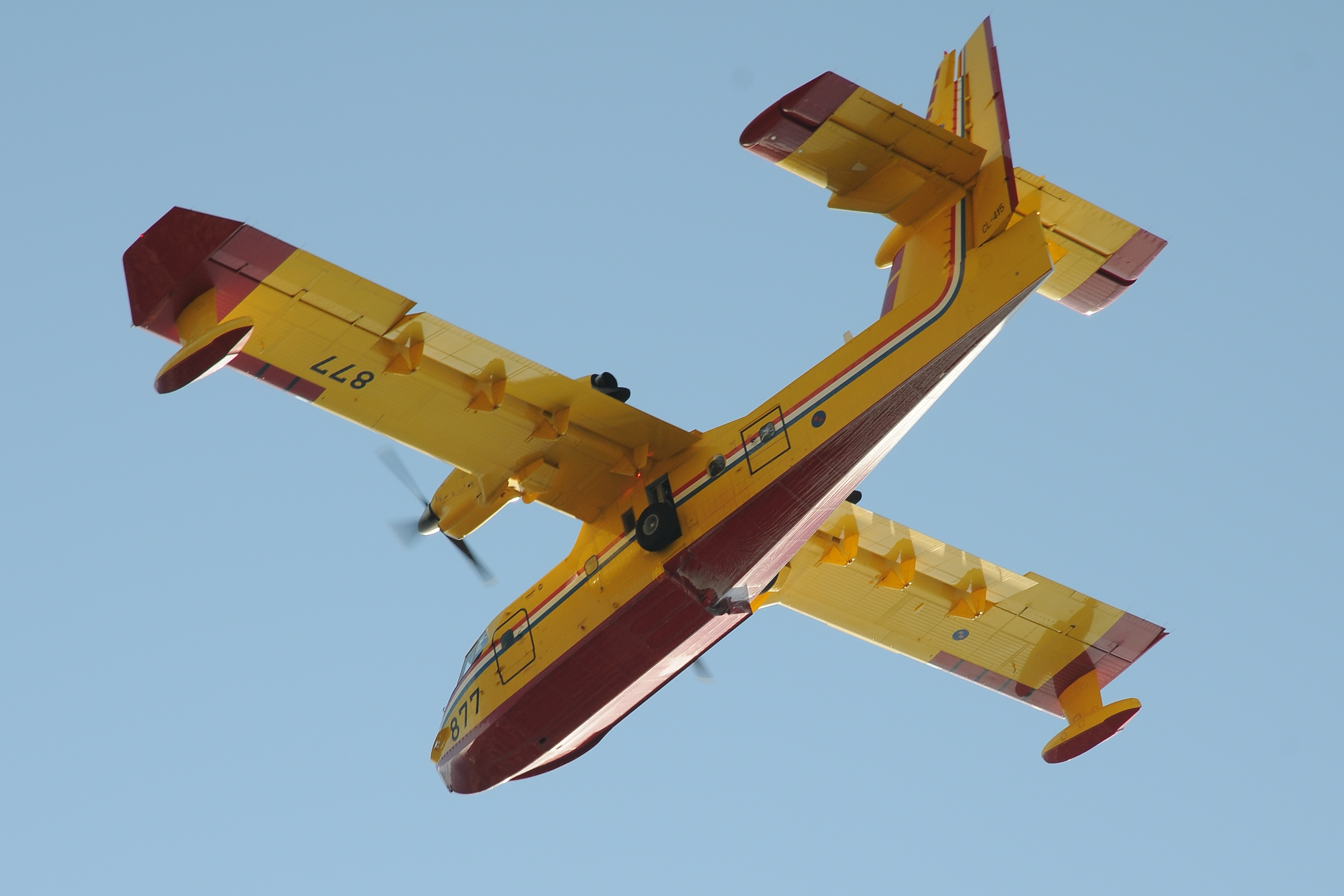
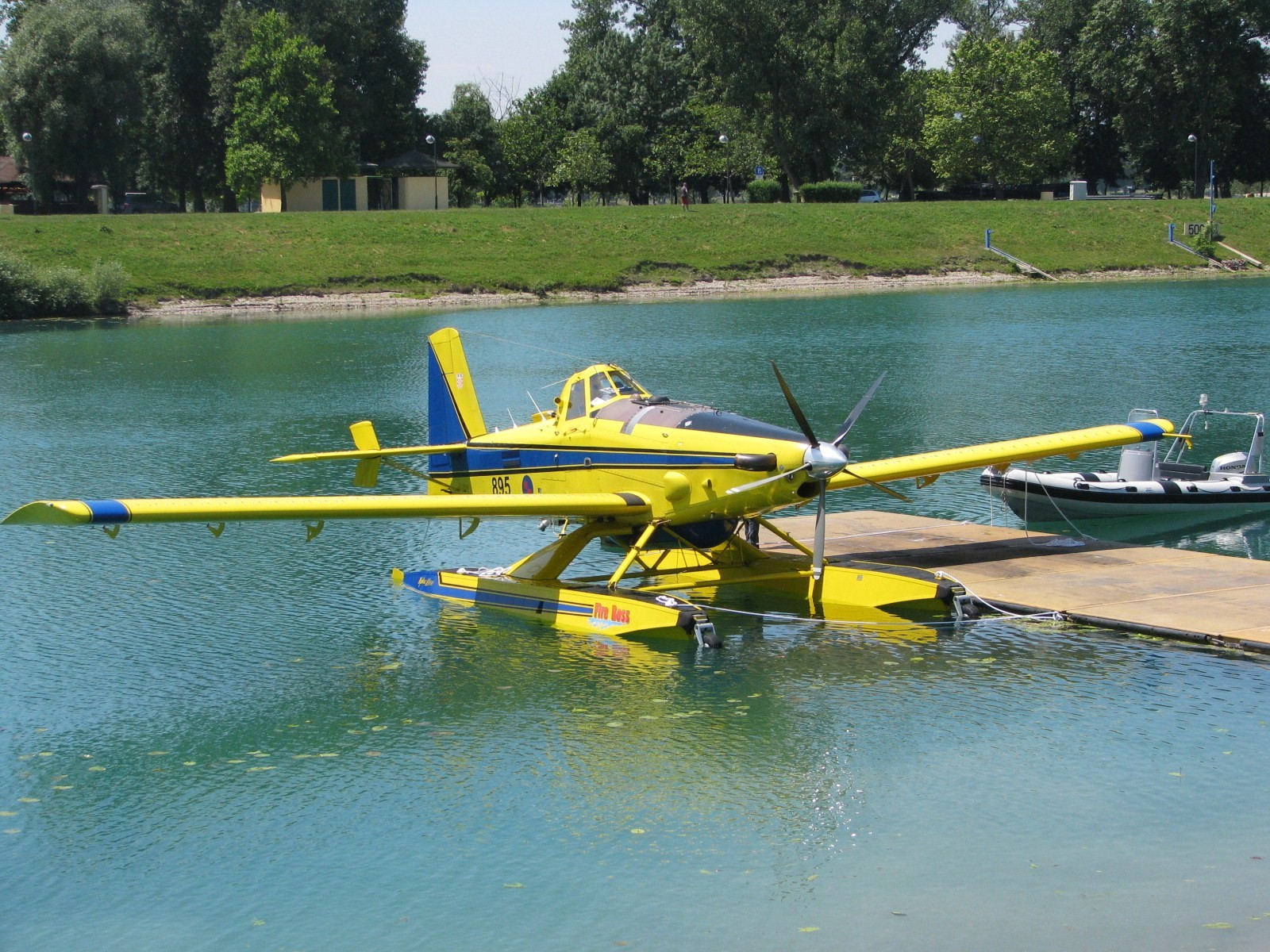
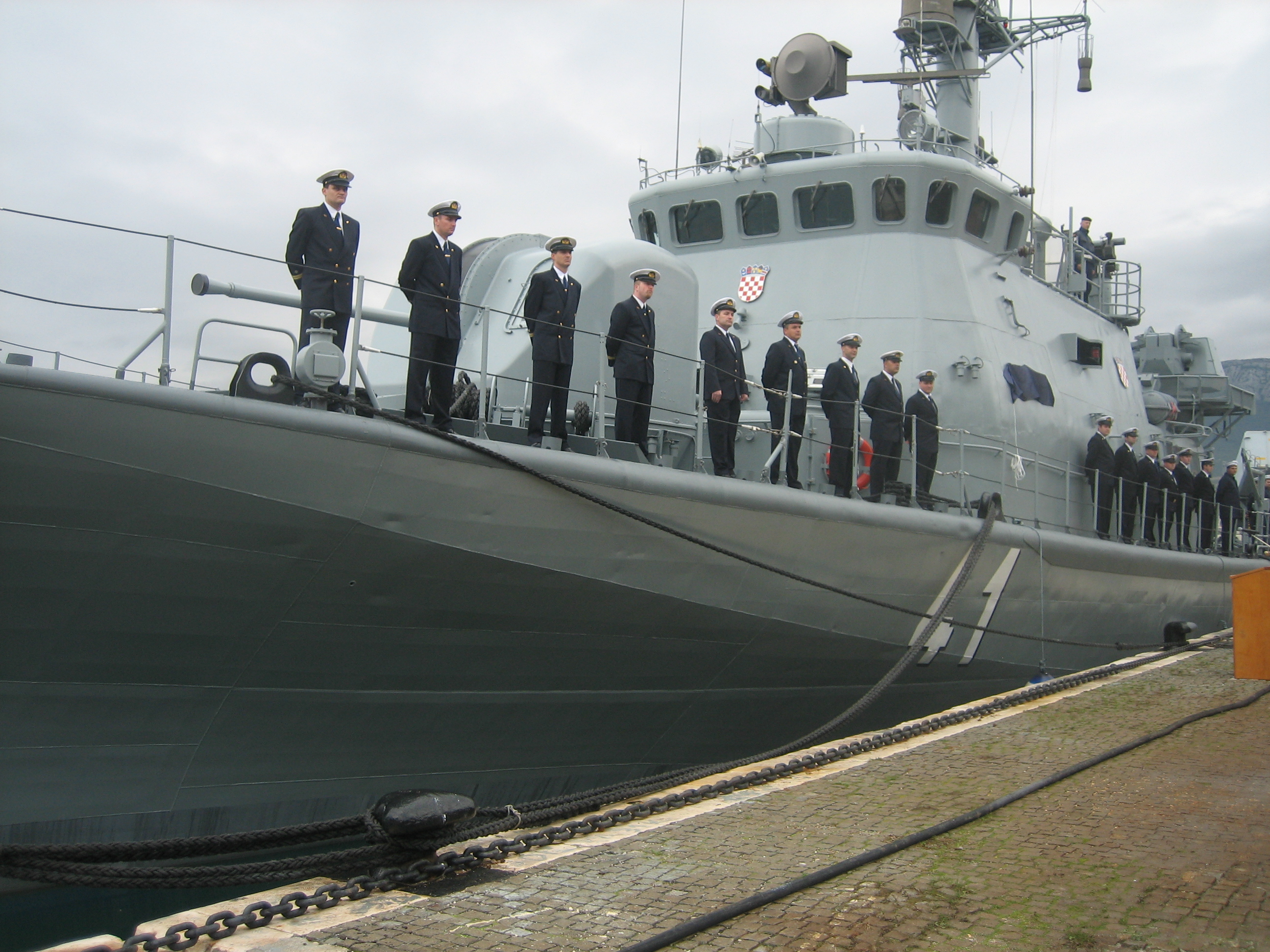
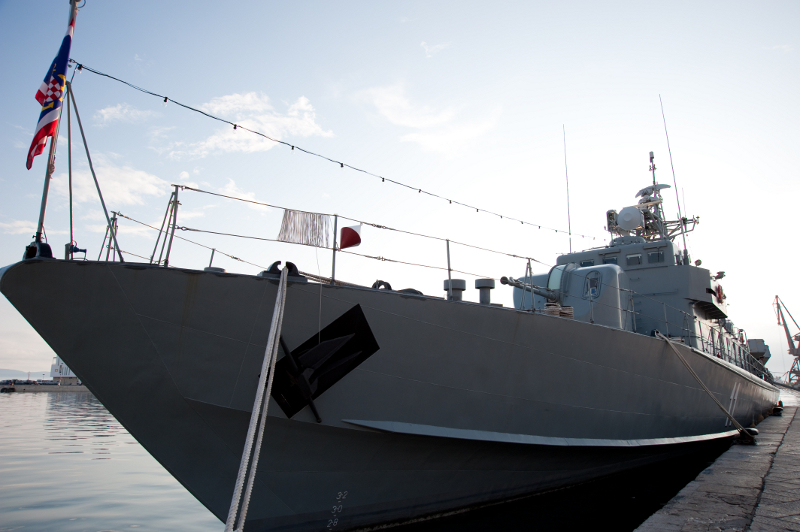